# Рейчел Макквіллан
Рейчел Макквіллан (англ. Rachel McQuillan) — австралійська тенісистка, олімпійська медалістка.
Бронзову олімпійську медаль Макквіллан виборола на Олімпіаді 1992 року в парних змаганнях, граючи разом із Ніколь Брадтке. У півфіналі австралійська пара поступилася іспанкам Кончиті Мартінес та Аранчі Санчес Вікаріо. Гра за третє місце тоді не проводилася і обидві пари, що програли в півфіналі, отримали бронзові медалі.

## Фінали Туру WTA

### Одиночний розряд 7
| Легенда           |   |
| Grand Slam        | 0 |
| WTA Championships | 0 |
| Tier I            | 0 |
| Tier II           | 0 |
| Tier III          | 0 |
| Tier IV & V       | 0 |

| Результат | Ранг | Дата            | Турнір                  | Покриття | Опонент            | Рахунок       |
| Поразка   | 1.   | 16 вересня 1989 | Athens Trophy, Греція   | Ґрунт    | Сесілія Дальман    | 3–6, 6–1 5–7  |
| Поразка   | 2.   | 7 січня 1990    | Брисбен, Австралія      | Тверде   | Наташа Звєрєва     | 4–6, 0–6      |
| Поразка   | 3.   | 16 вересня 1990 | Кіцбюель, Австрія       | Ґрунт    | Клаудія Коде-Кільш | 6–7, 4–6      |
| Поразка   | 4.   | 26 травня 1991  | Страсбург, Франція      | Ґрунт    | Радомира Зрубакова | 6–7, 6–7      |
| Поразка   | 5.   | 5 січня 1992    | Брисбен, Австралія      | Тверде   | Ніколь Брадтке     | 3–6, 2–6      |
| Поразка   | 6.   | 15 січня 1994   | Гобарт, Австралія       | Тверде   | Ендо Мана          | 1–6, 7–6, 4–6 |
| Поразка   | 7.   | 3 грудня 2000   | Маунт-Гамбір, Австралія | Тверде   | Еві Домінікович    | 2–6, 1–6      |

### Парний розряд 16 (5–11)
| Легенда           |   |
| Grand Slam        | 0 |
| WTA Championships | 0 |
| Tier I            | 0 |
| Tier II           | 0 |
| Tier III          | 4 |
| Tier IV & V       | 1 |

| Титули за покриттям |   |
| Тверде              | 4 |
| Ґрунт               | 0 |
| Трава               | 1 |
| Килим               | 0 |

| Результат | Ранг | Дата            | Турнір                     | Покриття | Партнер                  | Опоненти                          | Рахунок       |
| Поразка   | 1.   | 4 лютого 1990   | Tokyo Indoor, Японія       | Килим    | Джо-Анн Фолл             | Джиджі Фернандес Елізабет Смайлі  | 2–6, 2–6      |
| Поразка   | 2.   | 30 вересня 1990 | Байонна, Франція           | Килим    | Джо-Анн Фолл             | Луїс Філд Катрін Танв'є           | 6–7, 7–6, 6–7 |
| Перемога  | 3.   | 25 серпня 1991  | Скенектаді, New York, USA  | Тверде   | Клаудія Порвік           | Ніколь Арендт Шеннен Маккарті     | 6–2, 6–4      |
| Поразка   | 4.   | 29 вересня 1991 | Байонна, Франція           | Килим    | Катрін Танв'є            | Патрісія Тарабіні Наталі Тозья    | 3–6, RET      |
| Поразка   | 5.   | 9 лютого 1992   | Осака, Японія              | Килим    | Сенді Коллінз            | Ренне Стаббс Гелена Сукова        | 6–3, 4–6, 5–7 |
| Поразка   | 6.   | 3 травня 1992   | Таранто, Італія            | Ґрунт    | Радомира Зрубакова       | Аманда Кетцер Інес Горрочатегі    | 6–4, 3–6, 6–7 |
| Поразка   | 7.   | 14 вересня 1992 | Париж, Франція             | Ґрунт    | Нелле ван Лоттум         | Патрісія Тарабіні Сандра Чеккіні  | 5–7, 1–6      |
| Перемога  | 8.   | 29 серпня 1993  | Скенектаді, New York, USA  | Тверде   | Клаудія Порвік           | Флоренсія Лабат Барбара Ріттнер   | 4–6, 6–4, 6–2 |
| Перемога  | 9.   | 19 вересня 1993 | Гонконг                    | Тверде   | Карін Кшвендт            | Деббі Грем Маріанн Вердел         | 1–6, 7–6 6–2  |
| Поразка   | 10.  | 9 січня 1994    | Брисбен, Австралія         | Тверде   | Дженні Бірн              | Лаура Голарса Наталія Медведєва   | 3–6, 1–6      |
| Поразка   | 11.  | 15 січня 1994   | Гобарт, Австралія          | Тверде   | Дженні Бірн              | Лінда Вілд Чанда Рубін            | 5–7, 6–4, 6–7 |
| Поразка   | 12.  | 7 серпня 1994   | Сан-Дієго, California, USA | Тверде   | Джинджер Гелгесон-Нілсен | Яна Новотна Аранча Санчес Вікаріо | 3–6, 3–6      |
| Поразка   | 13.  | 19 травня 1997  | Единбург, Great Britain    | Ґрунт    | Міягі Нана               | Ніколь Арендт Манон Боллеграф     | 1–6, 6–3, 7–5 |
| Поразка   | 14.  | 18 травня 1998  | Мадрид, Іспанія            | Ґрунт    | Ніколь Пратт             | Флоренсія Лабат Домінік Монамі    | 3–6, 1–6      |
| Перемога  | 15.  | 18 червня 2000  | Бірмінгем, England         | Трава    | Ліза Макші               | Кара Блек Ірина Селютіна          | 6–3, 7–6(7–5) |
| Перемога  | 16.  | 7 жовтня 2001   | Japan Open                 | Тверде   | Лізель Губер             | Джанет Лі Вінне Пракуся           | 6–2, 6–0      |